# Ángel Rodríguez
Ángel Luis Rodríguez Díaz, född 26 april 1987, känd som endast Ángel, är en spansk fotbollsspelare som spelar för CD Tenerife.

## Karriär
Den 6 juli 2017 värvades Ángel av Getafe, där han skrev på ett treårskontrakt.